# Stand Up and Fight
Stand Up And Fight es el tercer álbum de estudio de la banda finlandesa de folk metal Turisas, fue publicado el 23 de febrero de 2011. Incluye una versión de Black Sabbath y otro de Jethro Tull.

## Lista de canciones
1. The March Of The Varangian Guard
2. Take The Day!
3. Hunting Pirates
4. Venetoi! – Prasinoi!
5. Stand Up And Fight
6. The Great Escape
7. Fear The Fear
8. End Of An Empire
9. The Bosphorus Freezes Over

## Canciones adicionales
1. Broadsword (versión Jethro Tull)
2. Supernaut (versión Black Sabbath)

## Formación
- Mathias Nygård – Voz, teclado
- Jussi Wickström – Guitarra eléctrica
- Hannes Horma – Bajo
- Tuomas Lehtonen – Batería
- Olli Vänskä – Violín

- Datos: Q2632638

- Netta Skog – Acordeón